# Бечешть (Димбовіца)
Бечешть, Бечешті (рум. Băcești) — село у повіті Димбовіца в Румунії. Входить до складу комуни Валя-Лунге.
Село розташоване на відстані 82 км на північний захід від Бухареста, 19 км на північний схід від Тирговіште, 64 км на південь від Брашова.

## Населення
За даними перепису населення 2002 року у селі проживали 209 осіб, усі — румуни. Усі жителі села рідною мовою назвали румунську.